# Кухальская, Галина Николаевна
Галина Николаевна Кухальская (11 января 1951, Чешуны, Молодечненская область — 10 сентября 2021) — советская и белорусская актриса театра и кино.

## Биография
Галина Кухальская родилась в д. Чешуны Поставского района Витебской обл. Белоруссии.
В 1971 году дебютировала в фильме «Веришь, не веришь».
В 1972 году окончила Белорусский театрально-художественный институт (курс А. И. Бутакова).
C 1972 года работала в театре им. Якуба Коласа (Витебск).
В 1974 году переезжает в Минск и начинает работать в Белорусском республиканском театре юного зрителя, где проработала до 2004 года.

## Творчество

### Роли в театре

#### Белорусский республиканский театр юного зрителя
- «Маленький лорд Фаунтлерой» — Мама
- «Жестокие игры» — Нелли
- «Дорога на Вифлеем» — Мария
- «Поллианна» — Миссис Том Пейсон
- «Как закалялась сталь» — Рита
- «Юность отцов» — Ефимчик
- «Анчутка» — Баба Яга
- «Петер Мунк» — Мама
- «Изгнание и убийство Жан-Поля Марата» — Шарлотта Кордэ
- «Сотворившая чудо» — Миссис Келлер

#### Республиканский театр белорусской драматургии «Вольная сцена»
- «Ричард III» — Королева Маргарита

### Фильмография
1. 2019 — Отчим — Валентина Максимовна
2. 2018 — Фламинго — Ада Сергеевна
3. 2018 — Доктор Улитка — Клавдия Ивановна, санитарка
4. 2018 — Вокально-криминальный ансамбль — администратор
5. 2017 — Девушка с глазами цвета неба — эпизод
6. 2016 — Мухтар. Новый след — Ивановна
7. 2016 — Нелегкое счастье — Марья Ивановна
8. 2014 — Счастливый шанс — Антонина Семёновна
9. 2014 — Замок на песке — Елена Вячеславовна
10. 2014 — Врачиха — соседка
11. 2014 — Белые Росы. Возвращение — Фаина Ивановна
12. 2013 — Сводная сестра — дама
13. 2013 — Ради тебя — Марья
14. 2013 — Привет от "катюши" — эпизод
15. 2013 — Отпечаток любви — Нина Ивановна
16. 2013 — Она не могла иначе — эпизод
17. 2012 — Сердце не камень — тётя Зина
18. 2012 — Псевдоним "Албанец" - 4 — мать Лены
19. 2012 — Примета на счастье — Анна Степановна
20. 2012 — Источник счастья — Анна Ильинична
21. 2012 — Испытание верностью — Света
22. 2012 — Во саду ли, в огороде — эпизод
23. 2011 — Half-Life (короткометражный)
24. 2011 — У реки два берега-2 — Лариса Юрьевна
25. 2011 — Не жалею, не зову, не плачу — эпизод
26. 2011 — На перепутье — эпизод
27. 2010 — У реки два берега — мать Андрея
28. 2010 — Журов-2 — Белошникова
29. 2009 — Суд — Вера Ильинична
30. 2009 — Сёмин
31. 2009 — Кадет — Мария
32. 2009 — Детективное агентство «Иван да Марья» — Вера Ивановна
33. 2009 — Волки — жена Кузьмича
34. 2008 — Стиляги — эпизод
35. 2008 — На свете живут добрые и хорошие люди — эпизод
36. 2008 — Любовь как мотив
37. 2004 — Фабрика грёз — эпизод
38. 2002 — Каменская-2 — врач
39. 2002 — Закон
40. 2001 — Подари мне лунный свет — эпизод
41. 1999 — Поклонник — эпизод
42. 1996 — Птицы без гнёзд — Миклашевич
43. 1994 — Шляхтич Завальня, или Беларусь в фантастических рассказах — эпизод
44. 1994 — Цветы провинции — мать Адася
45. 1992 — Крест на Земле и луна в небе — Люба
46. 1989 — Под небом голубым...
47. 1988 — Повестка в суд — Валентина
48. 1987 — Последний день матриархата | бел.  Апошні дзень матрыярхату — Галина Константиновна
49. 1981 — Его отпуск — эпизод
50. 1979 — Гость (короткометражный) — Галя
51. 1971 — Веришь, не веришь — соседка Саши